# Transit (film fra 2021)
|  | Denne artikel er oprettet af botten Steenthbot ud fra en ekstern database. Den kan derfor have sproglige fejl eller mangler. Denne skabelon kan fjernes efter kontrol af indholdet. |

 For alternative betydninger, se Transit. (Se også artikler, som begynder med Transit)
Transit er en dansk kortfilm fra 2021 instrueret af Hektor Bille Hornsleth.

## Handling
Transit fortæller en historie om sorg og tab. I historien følger vi Christel, en forvirret og ensom ung kvinde i slut 20'erne, der arbejder på et kunstgalleri.
En dag kommer en mand, der ofte besøger gallriet, og inviterer hende ud. Manden er meget vedholdende, hvilket fremprovokerer Christels traumer fra barndommen. Dette vækker hende fra sin sorg, hvorefter hun beslutter at besøge sin voldlige far gentagende gange om natten, mens han sover.
Som Christel sidder ved hans sidde og overværer hans rolige søvn, overvejer hun hævnen, lige så vel som hun overvejer tilgivelsen. Hvordan vil hun komme sig over traumet fra sin far?

## Medvirkende
- Clara Ellegaard, Christel
- Mads M. Nielsen, Søren
- Julie Wieth, Terese
- Thomas Kirk, Mand